# Eugène Dock
Eugène Dock est un sculpteur-statuaire et dessinateur alsacien, né à Strasbourg le 10 octobre 1827 et décédé dans la même ville le 19 avril 1890.

## Biographie
Jean-Baptiste Eugène Dock naît le 10 octobre 1827 à Strasbourg. Il est le fils de Sophie Bauer et Jean-Baptiste Jacques Dock, qui exerce le métier de caissier à la recette générale du Bas-Rhin. Après des débuts dans le commerce, il devient en 1845 apprenti à l’Œuvre Notre-Dame à Strasbourg, puis fait des études à Paris à l’école des Beaux-Arts. Ayant besoin d’argent, il travaille ensuite pour Tahan, un fabricant de meuble et produit des modèles destinés à la production industrielle,.
Installé à Strasbourg à partir de 1860, il fait d’abord plutôt de la sculpture ornementale pour les édifices de la région, par exemple les chapiteaux de l’église protestante de Munster. Il s’occupe à partir de 1870 de chantiers plus importants, comme la restauration de la cathédrale de Strasbourg et de la maison Kammerzell ou la reconstruction de l’Aubette,.
Il meurt à Strasbourg le 19 avril 1890.

## Œuvres
Parmi les principales œuvres architecturales d’Eugène Dock se trouvent les plans de la façade et la décoration intérieure pour la rénovation du château de Schoppenwihr. Il a également réalisé de nombreuses sculptures pour des édifices comme les chapiteaux de l’église protestante de Munster ou la statuaire et les ornements de la façade de l’hôtel de ville de Heiligenstein.
Il a également réalisé des œuvres de plus petites dimensions, comme des portraits en médaillons, par exemple celui de Nicolas Koechlin, des bustes en bronze de Daniel Koechlin et Auguste Stoeber et des statuettes. Il est également l’auteur de lithographies et de peintures.

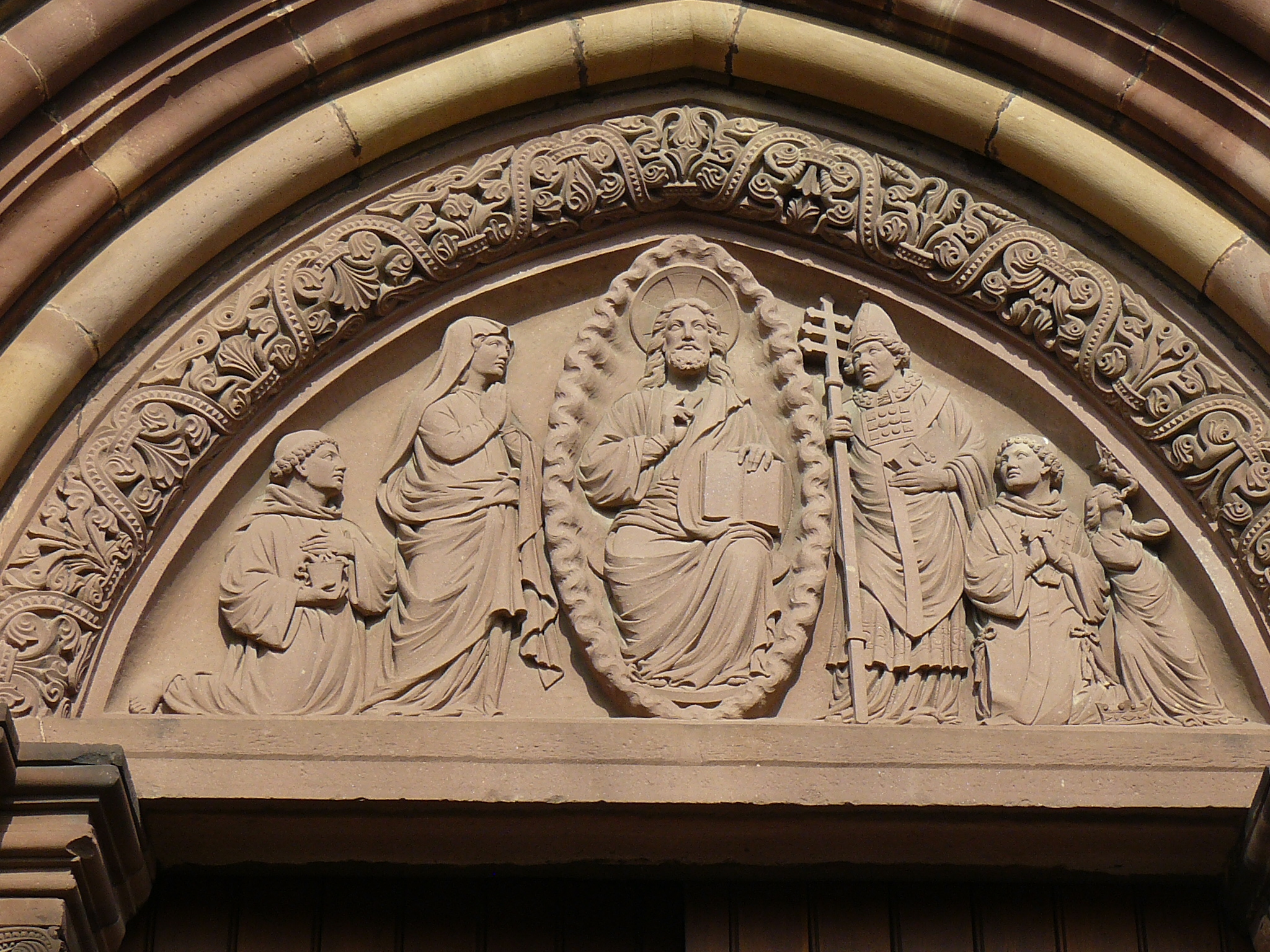
Tympan de l'Abbaye d'Altorf
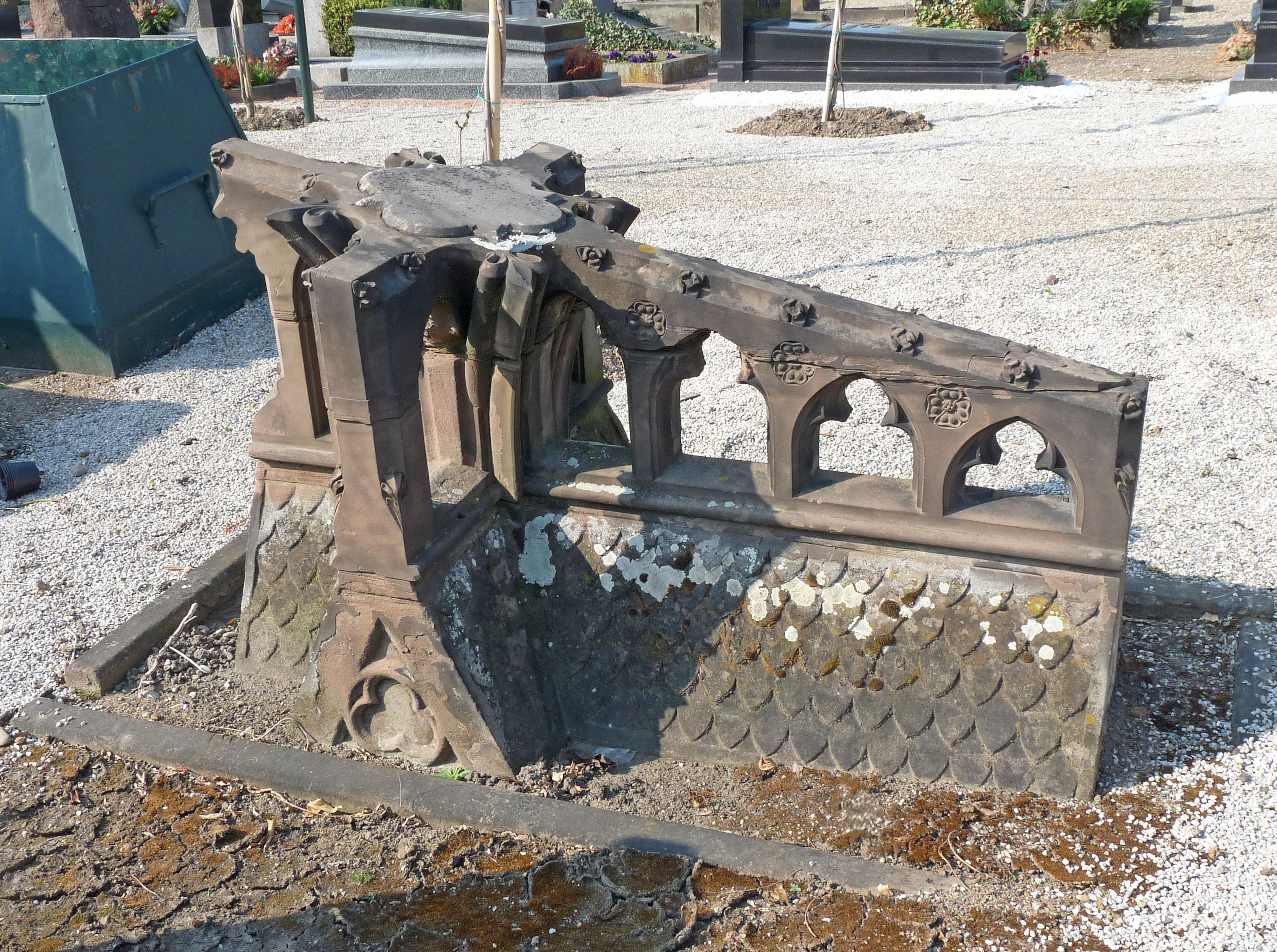
Monument funéraire au Cimetière Sainte-Hélène de Strasbourg